# Peter Ludwig Mejdell Sylow

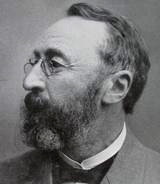
Ludwig Sylow

Peter Ludwig Mejdell Sylow (Cristiania, 12 de diciembre de 1832-ibídem, 7 de septiembre de 1918) fue un matemático noruego, especializado en teoría de grupos, campo en el que consiguió resultados fundamentales para el desarrollo de la ciencia.

## Biografía
Fue hijo de un ministro del gobierno noruego llamado Thomas Edward von Westen Sylow; además, su hermano Carl era militar. Se educó en la Oslo katedralskole (Escuela de la Catedral de Oslo) y en la Universidad de Cristiania (hoy Universidad de Oslo).
Sylow era profesor de la Escuela Hartvig Nissen, establecimiento del cual llegó a ser el director, cargo que ocuparía desde 1858 hasta 1898. Además, fue profesor substituto de la Universidad de Cristiania en 1862, dictando el curso de la teoría de Galois, en ese lugar concibió la idea que lo llevaría a formular sus teoremas de los grupos de Sylow, publicando los teoremas que llevan su nombre en 1872. Posteriormente, durante ocho años, se dedicó a recopiar y editar el trabajo realizado por su compatriota Niels Henrik Abel, labor en la que lo ayudaría otro matemático noruego, Sophus Lie.
En 1894 fue galardonado con un doctorado honorífico de la Universidad de Copenhague. En 1898 fue designado como profesor de la Universidad de Cristiania.